# Гуго Брох
Гуго Брох (нім. Hugo Broch; 6 січня 1922, Ляйхлінген) — німецький льотчик-ас, лейтенант люфтваффе. Кавалер Лицарського хреста Залізного хреста.

## Біографія
Після закінчення льотної підготовки 6 січня 1943 року прибув в 6-ту ескадрилью 54-ї винищувальної ескадри. 13 березня отримав першу підтверджену перемогу — Іл-2. 12 серпня збив Як-7 і ЛаГГ-3, досягши 10 перемог. 28 серпня отримав 20-ту перемогу. 15 вересня у трьох вильотах збив 2 Ла-5 і Як-9, досягши 30 перемог. 2 листопада досяг 40 перемог, збивши Іл-2 і 2 Як-9. В січні-червні 1944 року — льотний інструктор запасної винищувальної групи «Схід». На початку серпня повернувся в свою ескадрилью. 17 серпня здобув 45-ту, 30 серпня — 50-ту перемогу. 16 вересня в одному вильоті збив 2 Пе-2 і Ла-5. 10 жовтня збив ще 1 Пе-2 і таким чином досяг 60 перемог. В листопаді був переведений у 8-му ескадрилью. До кінця року збив ще 5 літаків. Всього за час бойових дій здійснив 324 бойові вильоти і збив 81 радянський літак, включаючи 18 Іл-2. 8 травня 1945 року взятий в полон. Через 80 днів звільнений. Після звільнення до виходу на пенсію працював у фірмі Agfa AG в Леверкузені.
Брох активно роздає автографи і пам'ятні речі. 28 червня 2017 року здійснив свою давню мрію — політ на британському винищувачі «Спітфайр». Після польоту Брох заявив, що його нова мрія — політ на Місяць.
Разом з Гайнцем Рафотом є одним з двох останніх живих кавалерів Лицарського хреста Залізного хреста.

## Оцінка сучасників
Після польоту на «Спітфайрі» Брох зустрівся з британським ветераном Стюартом Беллом. Після зустрічі Белл сказав: «Він непоганий хлопець. Він захищав свою країну, я свою — це чесно.»

## Звання
- Єфрейтор (1 листопада 1940)
- Унтерофіцер (1 липня 1943)
- Фельдфебель (1 листопада 1944)
- Лейтенант (1 січня 1945)

## Нагороди
- Нагрудний знак пілота (28 листопада 1941)
- Авіаційна планка винищувача в золоті із застібкою «300»
  - в бронзі (26 березня 1943)
  - в сріблі (10 червня 1943)
  - в золоті (23 серпня 1943)
- Залізний хрест
  - 2-го класу (7 квітня 1943)
  - 1-го класу (11 серпня 1943)
- Почесний Кубок Люфтваффе (27 жовтня 1943)
- Німецький хрест в золоті (26 листопада 1943) — за 44 перемоги.
- Лицарський хрест Залізного хреста (12 березня 1945) — за 79 перемог.
- Нарукавна стрічка «Курляндія» (20 квітня 1945)